# Heteronychus desaegeri
Heteronychus desaegeri är en skalbaggsart som beskrevs av Louis Burgeon 1947. Heteronychus desaegeri ingår i släktet Heteronychus och familjen Dynastidae. Inga underarter finns listade i Catalogue of Life.